# Obersachswerfen
Obersachswerfen ist ein Ortsteil der Gemeinde Hohenstein im Landkreis Nordhausen in Thüringen.

## Geografie
Obersachswerfen liegt an der Uffe, die in Thüringen als Sachsengraben bezeichnet wird. Durch die Gemarkung verläuft die Landesstraße L 2067, auch Südharzstraße genannt. Auf sie mündet die Landesstraße L 2062, die von der Bundesstraße 243 Zubringer ist. Die Gemarkung ist kupiert, eben das Karstgebiet des Vorharzes.

## Geschichte
Am 17. Juni 1129 wurde der Ort Obersachswerfen erstmals urkundlich erwähnt.
Die einstmals eigenständige Gemeinde Obersachswerfen gehörte von 1991 bis 1996 der Verwaltungsgemeinschaft Grenzland an. Mit der Auflösung dieser am 17. Oktober 1996 wurden die Mitgliedsgemeinden zur Gemeinde Hohenstein zusammengeschlossen.
Stallanlagen am Ortseingang künden von zwei neuen Landwirtschaftsbetrieben. Sie gehören Wiedereinrichtern, die Rinderzucht und Milchwirtschaft betreiben.
Mit Mitteln der Dorferneuerung wurde ein Feuerwehrhaus mit Ortsverwaltungsbüro und Versammlungsraum gebaut.

## Persönlichkeiten
- Carolin Gerbothe (* 1991), Politikerin (CDU), Mitglied des Thüringer Landtags, lebt in Obersachswerfen